# Ildikó Schwarczenberger
Ildikó Schwarczenberger (nombre de casada Ildikó Tordasi; Budapest, 9 de septiembre de 1951-Budapest, 13 de julio de 2015) fue una deportista húngara que compitió en esgrima, especialista en la modalidad de florete.
Participó en tres Juegos Olímpicos de Verano entre los años 1972 y 1980, obteniendo en total cuatro medallas: plata en Múnich 1972, oro y bronce en Montreal 1976 y bronce en Moscú 1980. Ganó once medallas en el Campeonato Mundial de Esgrima entre los años 1971 y 1982.

## Palmarés internacional
| Juegos Olímpicos   | Juegos Olímpicos           | Juegos Olímpicos  | Juegos Olímpicos    |
| Año                | Lugar                      | Medalla           | Prueba              |
| ------------------ | -------------------------- | ----------------- | ------------------- |
| 1972               | Múnich (RFA)               | Medalla de plata  | Florete por equipos |
| 1976               | Montreal (Canadá)          | Medalla de oro    | Florete individual  |
| 1976               | Montreal (Canadá)          | Medalla de bronce | Florete por equipos |
| 1980               | Moscú (URSS)               | Medalla de bronce | Florete por equipos |
| Campeonato Mundial |                            |                   |                     |
| Año                | Lugar                      | Medalla           | Prueba              |
| 1971               | Viena (Austria)            | Medalla de plata  | Florete por equipos |
| 1973               | Gotemburgo (Suecia)        | Medalla de oro    | Florete por equipos |
| 1973               | Gotemburgo (Suecia)        | Medalla de plata  | Florete individual  |
| 1974               | Grenoble (Francia)         | Medalla de plata  | Florete individual  |
| 1974               | Grenoble (Francia)         | Medalla de plata  | Florete por equipos |
| 1975               | Budapest (Hungría)         | Medalla de plata  | Florete por equipos |
| 1977               | Buenos Aires (Argentina)   | Medalla de bronce | Florete individual  |
| 1979               | Melbourne (Australia)      | Medalla de plata  | Florete por equipos |
| 1979               | Melbourne (Australia)      | Medalla de bronce | Florete individual  |
| 1981               | Clermont-Ferrand (Francia) | Medalla de bronce | Florete por equipos |
| 1982               | Roma (Italia)              | Medalla de plata  | Florete por equipos |